# 国際緯度観測所

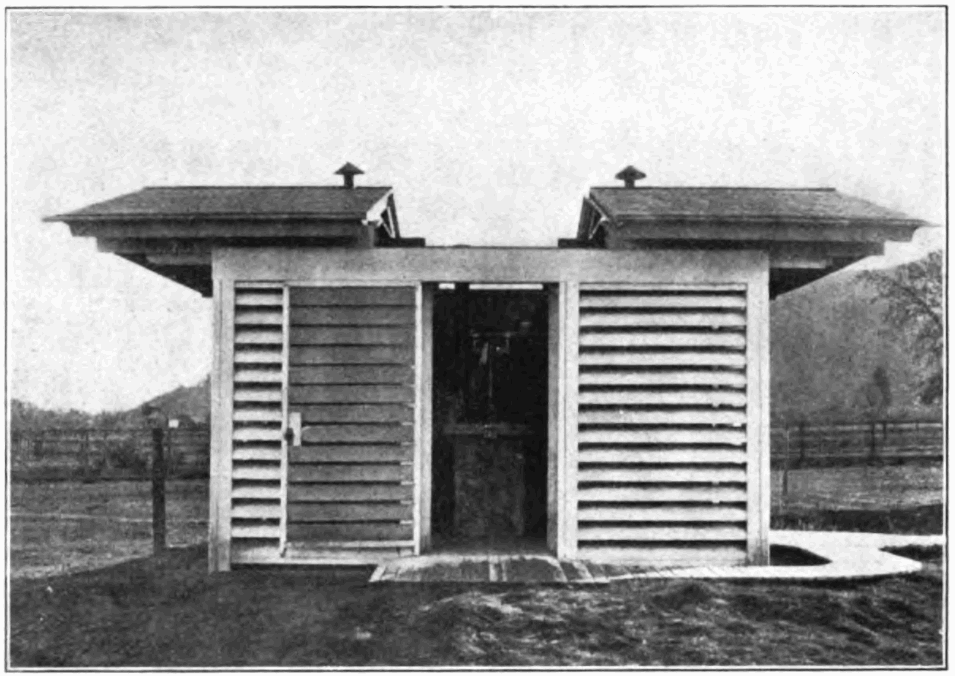
ユカイアの国際緯度観測所、1909年

国際緯度観測所（こくさいいどかんそくじょ、英語: International Latitude Observatory、国際共同緯度観測所とも呼ばれる）は北緯39° 08'の同一緯線上に並ぶ形で建設された6つの天文台である。国際緯度観測所は地軸の微小な振動運動の結果生じる誤差を測定するために建設された。

## 歴史
地球の歳差運動や地軸の微小な振動運動とその緯度測定への影響などを研究するため、1899年にアメリカ合衆国沿岸測地測量局により国際緯度観測事業（こくさいいどかんそくじぎょう、英: International Latitude Service; ILS）が立ち上げられ、6つの独立した観測所が北緯39° 08'線上に設立された。6つの観測所を同じ緯度上に並べて同一機種の測定器で測定を行うことで、統一したデータ解析ができるようにしていた。プログラムでは12の星群について研究が行われた。観測所では毎晩予め決められたスケジュールに沿って配分された星群の観察を行い、互いの観測所で得られた観測データとの比較を行なっていた。
経済面の悪化や戦争などの原因により観測所の幾つかが閉鎖されたため、第一次世界大戦後、現在のウズベキスタン領内に新しい観測所が建設された。1962年には国際天文学連合 (IAU)と国際測地学・地球物理学連合 (IUCG) により国際極運動観測事業（英: International Polar Motion Service; IPMS）へと事業が拡大され、観測データを提供する観測所も30以上へと増加した。超長基線電波干渉法 (VLBI) や月レーザー測距 (LLR) および人工衛星レーザー測距 (SLR) などの宇宙測地技術が発達し、1988年に各種の宇宙技術による観測がこれまでの光学望遠鏡での観測に取って代わるまで、国際緯度観測所は機能し続けていた。国際緯度観測所で長年にわたって収集されたデータは現在も科学者の間で利用されており、極運動や地球の物理的性質の研究、気象学、衛星追跡や航行など様々な分野に応用されている。
最初に設定された観測所は以下の6つである。
- ゲイザースバーグ (アメリカ合衆国)
- シンシナティ (アメリカ合衆国)
- ユカイア  (アメリカ合衆国)[5]
- 水沢 (日本)
- チャルジョウ (トルキスタン)
- カルロフォルテ (イタリア)

最終的に残った6つの国際緯度観測所の位置は以下のとおりである。(N:北緯、E:東経、W:西経)
- ゲイザーズバーグ緯度観測所（英語版） (アメリカ合衆国): N 39:08:12.51 W 77:11:55.85
- シンシナティ (アメリカ合衆国) : N 39:08.3 W 84:25.4
- ユカイア (アメリカ合衆国) : N 39:08:14.26 W 123:12:42.54
- 水沢 (日本): N 39:08.1 E 141:07.9
- キタブ (ウズベキスタン) : N 39:08.0 E 66:52.9
- カルロフォルテ (イタリア) : N 39:08:13.76   E 8:18:41.90